# Eublemma brunneosa
Eublemma brunneosa là một loài bướm đêm trong họ Erebidae.